# إيمي ديلوين
إيمي ديلوين (بالإنجليزية: Amy Dillwyn)‏ (16 مايو 1845، سوانزي في المملكة المتحدة - 13 ديسمبر 1935)؛ كاتِبة، سفرجات وروائية ويلزية.